# 隔壁房间
《隔壁房间》（英語：The Room Next Door）是2024年上映的西班牙剧情片，改编自美国華裔作家西格丽德·努涅斯的小说《你在经历些什么》，为西班牙导演佩德罗·阿尔莫多瓦尔的首部英语长片，由蒂達·史雲頓、茱莉安·摩爾、約翰·特托羅和亚历桑德罗·尼沃拉主演。
电影入选第81屆威尼斯影展主竞赛单元，最终斩获金獅獎。

## 剧情
英格丽德，一位功成名就的作家，得知旧日同事兼好友玛莎身患绝症。两人在玛莎住院的医院里再度相遇，玛莎便向英格丽德娓娓道来自己那半生坎坷。
话说七十年代，玛莎与大学里结识的弗雷德珠胎暗结。弗雷德后来上了战场，去了越南，归来时却带着一身战争后遗症。再后来，弗雷德便撇下玛莎母女另娶他人，以至于女儿米歇尔从小就缠着玛莎问弗雷德的下落。为了息事宁人，玛莎硬着头皮联系了弗雷德的妻子，这才得知弗雷德在一场大火中，为了救一个他幻听出来的、压根不存在的人，葬身火海。米歇尔因此对母亲心生芥蒂，母女关系也日渐疏远。时至今日，孤身一人的玛莎向英格丽德坦言，她已备好安乐死药丸，准备悄无声息地了结此生。
英格丽德起初左右为难，但最终还是应允了玛莎的请求，答应在玛莎的乡间别墅里陪伴她走完最后一程。玛莎告诉英格丽德，翌日清晨，若见房门紧闭，便是她已撒手人寰之时。果不其然，有一日，英格丽德醒来发现玛莎的房门关着，可走近一看，玛莎却安然无恙。英格丽德顿时怒火中烧，觉得玛莎拿生死大事开玩笑，玛莎却解释说，这只是个预演，让她对真正的告别有个心理准备。
英格丽德与作家达米安一同午餐。这达米安当年可是她们俩的共同情人，自然也知晓玛莎的计划。回到别墅，英格丽德发现玛莎已然溘然长逝，安详地躺在院子的草坪椅上，房门依然紧闭。玛莎留下一封信，感谢英格丽德，并拜托她联系米歇尔。英格丽德随即报警，警方对她声称毫不知情玛莎自杀计划的说辞表示怀疑，并透露玛莎在找她之前，其实还问过另一位朋友是否愿意加入她的计划。英格丽德找了个借口脱身，赶紧联系了达米安和他事先为她安排的律师。
费了一番周折，英格丽德终于联系上了米歇尔，并邀请她到玛莎的乡间别墅。漫天飞雪中，两人并肩躺在院子的草坪椅上，感受着这难得的宁静。

## 演员
- 蒂達·史雲頓 饰 玛莎（Martha）[3]
- 茱莉安·摩爾 饰 英格丽德（Ingrid）[3]
- 約翰·特托羅[4]
- 亚历桑德罗·尼沃拉[5]
- 胡安·迭戈·博托（英语：Juan Diego Botto）[5]
- 梅琳娜·马修斯（英语：Melina Matthews）[5]
- 劳尔·阿雷瓦洛（英语：Raúl Arévalo）[5]
- 维多利亚·卢恩戈（英语：Vicky Luengo）[5]
- 埃丝特·麦格雷戈（Esther McGregor）[6]
- 亚历克斯·霍格·安徒生（英语：Alex Høgh Andersen）[6]
- 阿尔维斯·里戈（Alvise Rigo）[6]

## 制作
2023年，前往戛纳参加第76屆坎城影展前夕，阿尔莫多瓦尔与他人探讨拍摄一部纽约背景英语电影的计划。2023年末，片名《隔壁房间》正式公布。2024年1月，欲望影业宣布茱莉安·摩爾和蒂達·史雲頓将出任主演，約翰·特托羅担任其他角色。蒂達·史雲頓形容该片是“《痛苦與榮耀》的天然续集”。影片由欲望影业制片，Movistar Plus+参与制作。
2024年3月3日，主体摄影于西班牙马德里启动。同月，亚历桑德罗·尼沃拉加盟剧组。取景地也包括美国纽约。2024年6月12日，胡安·迭戈·博托、劳尔·阿雷瓦洛、梅琳娜·马修斯和维多利亚·卢恩戈加盟剧组。爱德华·格劳为本片掌镜。

## 发行
电影正式制作前，长期与导演阿尔莫多瓦尔的北美发行商索尼经典电影买下电影在北美、中东、印度、南非、澳大利亚和新西兰的发行权。电影定于2024年10月18日在西班牙院线上映，由华纳兄弟影业发行。华纳兄弟也买下英国、德国、意大利、北欧、中欧及东欧（波兰除外）、拉丁美洲、亚太部分地区（包括日本）的版权。电影从西班牙院线下线后，会登陆Movistar Plus+平台。
2024年7月，电影入选第81屆威尼斯影展主竞赛单元，在影展期间首映。阿尔贝托·伊格莱西亚斯表示电影会在影展下半段首映。电影还入选第62届纽约电影节“中心作品”（Centerpiece）单元，2024年10月4日在爱丽丝·塔利大厅举行美国首映礼。

## 反响

### 专业评价
根据評論匯總网站爛番茄汇总的29篇评论文章，93%的评论家给予该作正面评价，平均打分为7.0分（满分10分）。在Metacritic上，根據17位影評人給予69分（滿分100分），這部電影獲得了「普遍好評」。

### 奖项
| 大奖         | 颁奖日期     | 奖项     | 提名人       | 结果 | 参考   |
| ------------ | ------------ | -------- | ------------ | ---- | ------ |
| 威尼斯电影节 | 2024年9月7日 | 金獅獎   | 《隔壁房間》 | 獲獎 | [ 23 ] |
| 威尼斯电影节 | 2024年9月7日 | 布賴恩獎 | 《隔壁房間》 | 獲獎 | [ 24 ] |